# Wernerwerk
Wernerwerk, (även Wernerwerk-Hochbau, Wernerwerk X, Gebäudegruppe 10) är en byggnad i Siemensstadt i Berlin. 
Byggnaden stod klar 1930 och var centrum för Siemens verksamheter i Siemensstadt som förvaltnings- och direktionsbyggnad för Siemens & Halske.

## Galleri

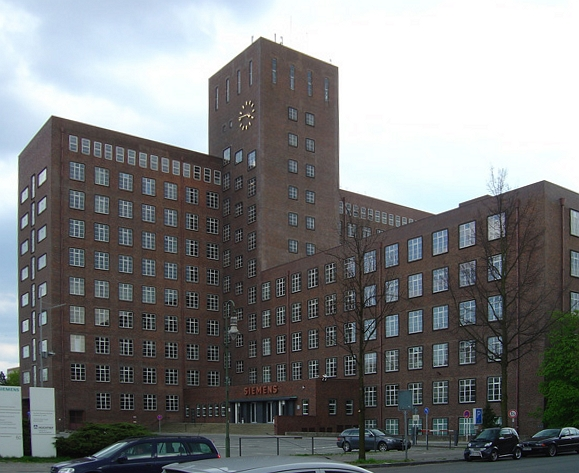
Wernerwerk i Siemensstadt. Byggnaden ritade av Hans Hertlein.

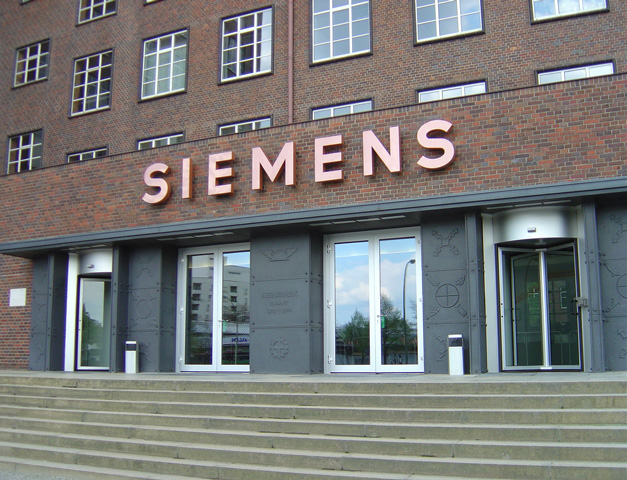
Ingången till Wernerwerk i Siemensstadt.

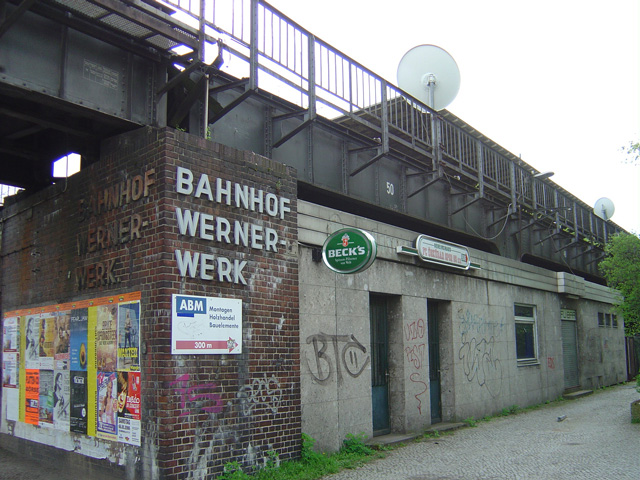
Bahnhof Wernerwerk, en av stationerna på den nedlagda bansträckan Siemensbahn.